# Sàdocos
Sàdocos (en llatí Sadocus, en grec antic Σάδοκος) era un rei dels odrisis de Tràcia, fill de Sitalces.
Va ser reconegut com a ciutadà atenenc l'any 431 aC quan Atenes va signar una aliança amb el seu pare. El 430 aC els atenencs van convèncer Sàdocos d'entregar a Aristeu de Corint i altres ambaixadors que passaven per Tràcia en el seu camí a Pèrsia per demanar suport contra Atenes. Aristeu va ser portat a Atenes i immediatament condemnat a mort i executat, com també ho van ser Aneristos i Nicolau que l'acompanyaven l'ambaixada, segons diu Tucídides. Sàdocos va governar per poc temps, al voltant del 424 aC.